# راک‌ویل (مونتانا)
راک‌ویل (به انگلیسی: Rockvale) یک منطقهٔ مسکونی در ایالات متحده آمریکا است که در شهرستان کربن، مونتانا واقع شده‌است. راک‌ویل N\A نفر جمعیت دارد و ۱٬۰۶۰٫۷۲ متر بالاتر از سطح دریا واقع شده‌است.